# Ostrinia peregrinalis
Ostrinia peregrinalis là một loài bướm đêm trong họ Crambidae.